# Ptilotus macrocephalus
Ptilotus macrocephalus là loài thực vật có hoa thuộc họ Dền. Loài này được (R. Br.) Poir. miêu tả khoa học đầu tiên năm 1883.